# 로카디파파
로카디파파(이탈리아어: Rocca di Papa)는 이탈리아 라치오주 로마현에 위치한 코무네다. 로마로부터 동남쪽 25km 거리에 있다.